# Meister der Abtei von Coudewater
Mit Meister der Abtei von Coudewater (niederländisch: Meester van Koudewater) wird ein um 1470 im Brabant des späten Mittelalter tätiger Bildschnitzer bezeichnet. Ihm wird eine heute im Besitz des Reichsmuseum Amsterdam befindliche Gruppe von Heiligenfiguren aus Nussholz zugeordnet.
Der Meister erhielt seinen Notnamen, da die ihm zugeschriebenen Figuren aus dem Bestand der Abtei von Coudewater bei Rosmalen im Brabant stammen. Dieser wurde 1875 nach Auflösung dieses Kloster des Birgittenordens zuerst von privater Hand aufgekauft und ging dann 1883 ans Reichsmuseum. Dort wurde erkannt, dass neun jeweils ca. 92 cm große Figuren von der Hand eines Meisters stammen, der dann eben Meister (der Abtei) von Coudewater genannt wurde.

## Werk (Auswahl)
- Heilige Barbara, ca. 1470. Amsterdam, Rijksmuseum. BK-NM-1195
- Heilige Catherina ca. 1470. Uden, Museum voor Religieuze Kunst.
- Heilige  Dorothea, ca. 1470. Amsterdam, Rijksmuseum BK-NM-1213
- Heiliger Johannes
- Heiliger Michael, ca. 1470. Uden, Museum voor Religieuze Kunst.